# Marcel Boussac

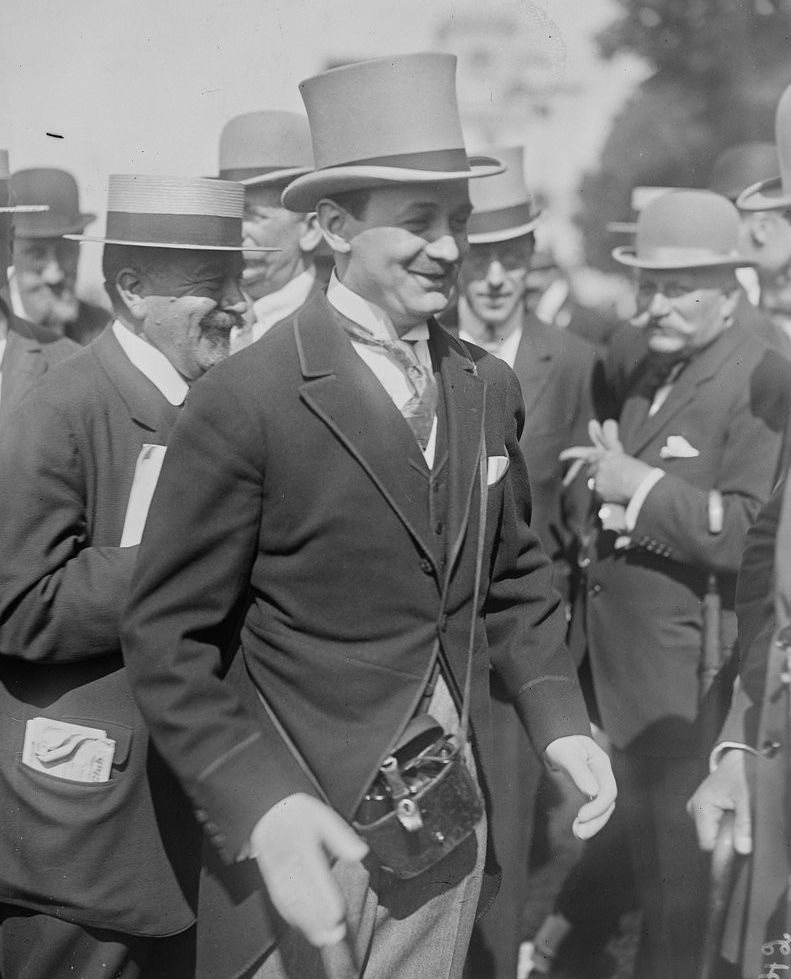
Marcel Boussac, nachdem sein Pferd den Prix du Jockey Club Paris gewonnen hat

Marcel Boussac (* 17. April 1889 in Châteauroux; † 21. März 1980 in Paris) war ein französischer Textilindustrieller und Pferdezüchter. Er war zeitweise mit einem geschätzten Vermögen von 50 Milliarden Francs einer der reichsten Männer der Welt.

## Leben
Marcel Boussac war der zweite Sohn eines Tuchhändlers. Nach dem Gymnasium erhielt er eine kaufmännische Ausbildung und war dann als Handlungsreisender für seinen Vater tätig. Nachdem er durch Geschäfte mit Textilien reich geworden war, kaufte er sich 1919 ein eigenes Pferdegestüt, mit der er auch erfolgreich war. Boussac hatte eine Romanze mit der belgischen Opernsängerin Fanny Heldy, aber sie heirateten erst 1938, als sie in den Ruhestand ging. Während des Krieges diente Boussac als Mitglied der Vichy-Regierung in Südfrankreich und war in dieser Funktion ein Vertrauter von Jean Bichelonne, dem Staatssekretär für industrielle Produktion. Das Strafverfahren wegen Kollaboration gegen ihn wurde im Juli 1947 eingestellt. In der Textilkrise in den 1970er Jahren musste er hohe Beträge zuschießen, um den Konkurs seiner Firmen abzuwenden. Bei seinem Tod war er bankrott.

## Textilindustrie
Er gründete 1909 mit dem Geld seines Vaters ein eigenes Hemdengeschäft, mit dem er rasch Erfolg hatte. Sein eigentlicher Aufstieg begann, als es ihm im Ersten Weltkrieg gelang, auf Kredit in England und Ägypten bedeutende Mengen an Baumwolle aufzukaufen und daraus Uniformen für die französische Armee, Flugzeugleinwand und Gasmasken herzustellen. 1917 gründete er mit zwei Industriellen, René Laederich und Paul Lederlin, das Kontor der französischen Textilindustrie (C.I.T.F.), das später zur Keimzelle seines bedeutenden Konzerns werden sollte. Die Gesellschaft gründete Textilfabriken in den Vogesen, wo es eine Tradition der Textilfabrikation gab. Nach dem Krieg kaufte Boussac zu günstigen Preisen die riesigen Kriegsvorräte an besonders widerstandsfähigem Leinen auf und fertigte daraus Hemden, Blusen, Kleider u. a. Textilien, die er in eigenen Läden verkaufte. Sein Werbeslogan „garantiert Boussac“ war bald ein Qualitätsbegriff. Zwischen 1920 und 1940 dehnte die Groupe Boussac ihre Fabriken nach Polen, Nordafrika und in den Fernen Osten aus. In den 1950er Jahren war Boussac der größte Textilproduzent Frankreichs und beschäftigte ca. 25.000 Menschen in meist kleinen Fabriken.
1947 eröffnete er das Haute Couture Haus Dior. Als Christian Dior 1957 starb, setzte er Yves Saint Laurent als Nachfolger ein. Nachdem sich Saint Laurent selbständig gemacht hatte, begann der Niedergang von Boussacs Imperium. In Industrial Crisis and the Open Economy schreibt Geoffrey Underhill: „Der Zusammenbruch von Boussac scheint ein Fall zu sein, in dem starre und antiquierte Managementstrukturen, die sich radikal ändernden Mustern der Verbrauchernachfrage auf dem Markt gegenüberstehen, zu schwer auf einer erstklassigen Industrieanlage und damit auf dem Unternehmen lasteten“. Boussac unterstützte die Fabriken mit seinem persönlichen Vermögen  und lehnte staatliche Eingriffe ab. Nachdem die Société foncière et financière Agache Willot (SFFAW), die 1978 die Nachfolge von Marcel Boussac antrat, 1981 Konkurs anmeldete, wurden die Aktivitäten der Holdinggesellschaft durch einen vorläufigen Verwalter der Unternehmen in Bonis (Dior, Conforama usw.) und Pachtverwaltung an ein Ad-hoc-Unternehmen namens Compagnie Boussac Saint-Frères, bei dem das Institut für industrielle Entwicklung, das den Staat vertritt, der Entscheidungsträger war. Bernard Arnault übernahm Boussac-Saint Frères und gründete 1987 LVMH. 1988 verkaufte er Boussac-Saint Frères an Prouvost SA, die im Jahr 2000 in Liquidation ging. Arnault übernahm nur Dior nach LVMH.

## Pferdezüchter
1914 kaufte Boussac einen Anteil an acht Stuten, die dem Comte Gaston de Castelbajac gehörten. 1919 kaufte er sein eigenes Gestüt Haras de Fresnay-le-Buffard in der Normandie. Boussacs Zuchtprogramm war wegen der Inzucht umstritten aber erfolgreich, er züchtete Pferde, die den Arabern nahe kamen. Zwischen den Kriegen war Boussacs Stall führend. Er wurde neunundzwanzig mal zum besten Besitzer und siebzehnmal zum besten Züchter gewählt. Seine Pferde gewannen zwölfmal den Prix du Jockey Club, fünfmal den Prix de Diane, sechsmal den Prix de l’Arc de Triomphe und siebenmal den Prix de Cadran. In Großbritannien gewann Boussac Classic the 2000 Guineas, das Epsom Derby, die Oaks, das St Ledger und den Ascot Gold Cup. Sein bestes Stutfohlen war der Gewinner des Prix de l’Arc de Triomphe Coronation und sein berühmtester Hengst Tourbillon. Als die Gefahr einer Nazi-Invasion 1940 zunahm, beschloss Boussac, seine Pferde in die Gironde-Region im Südwesten Frankreichs zu bringen. Die Deutschen beschlagnahmten zwei seiner Star-Vollblüter Pharis und Corrida. Corrida verschwand, vermutlich geschlachtet, und Pharis wurde nach Deutschland zur Zucht gebracht und kehrte erst 1945 zurück. Nach Boussacs Tod kauften der griechische Schifffahrtsmagnat Stavros Niarchos und Aga Khan IV. das Gestüt.